# Novemberförfattningen
Novemberförfattningen var ett komplement till Danmarks rikes grundlag.
Så kallades den för Danmark och hertigdömet Slesvig gemensamma författning, som utarbetades av ministären Carl Christian Hall och sanktionerades av Danmarks dåvarande kung Kristian IX den 18 november 1863 samt var avsedd att närmare binda Slesvig vid Danmark. Den gemensamma representationen, riksrådet, skulle enligt denna författning bestå av två genom omedelbara val bildade kamrar (folketing och landsting, det sistnämnda valt enligt en hög valcensus) och ta under sin prövning alla allmänna ärenden, som inte blivit uttryckligen förbehållna de särskilda representationerna för Danmark och Slesvig. Som Österrikes och Preussens i januari 1864 framställda fordran på novemberförfattningens upphävande inte efterkoms av den danska regeringen, gav detta förstnämnda makter anledning att anfalla Danmark (andra slesvigska kriget). Då kriget medfört Slesvigs lösryckande från Danmark upphävdes novemberförfattningen beträffande Danmark 1866.